# Cueva Negra
Cueva Negra (svenska svarta grottan) vid La Encarnación-sundet i Caravaca de la Cruz i regionen Murcia i Spanien, är en grotta 12 m bred vid sin öppning och som sträcker sig 12 m in i berggrunden.

## Fynd i grottan
Utgrävningar sedan 1990 har gett fynd med lämningar av hominider från tidig pleistocen, som daterats vara minst 780 000 år gamla och möjligen ända upp till 990 000 år gamla. Människofossilen består av två fossil av ben och sex tänder, troligen tillhörande arten Homo heidelbergensis, en trolig direkt förfader till Homo neanderthalensis. Bland de anmärkningsvärda fynden finns en tvåsidigt slagen handyxa i kalksten, som kan vara den äldsta av sitt slag i Europa med en ålder mellan 760 000 och 900 000 år. Fyllningen i grottan har gjort det möjligt att studera det rådande klimatet genom olika indikatorer i dåtidens fauna och flora. Rester av en härd har också hittats. Det kan vara den äldsta hittade härden i Europa.

### Utgrävningarnas organisation
2013 år utgrävningar var den 24:e utgrävningskampanjen och den utfördes av ett team på trettio nyutexaminerade studenter från USA, Kina, Storbritannien, Sverige, Belgien och Spanien. Grävningarna organiseras av universitetet i Murcia och kommunfullmäktige i Caravaca de la Cruz i samarbete med Murcian Association for the Study of Anthropology and the Quaternary. Målet med den säsongens utgrävningar var att fortsätta utforska härden, den äldsta kända i Europa. Särskild uppmärksamhet kommer att ägnas åt resterna av eldhärden, faunastudier och grottans litiska fynd. Det tidigare arbetet under två decennier har gett Cueva Negra en internationellt plats inom studiet av mänsklig evolution. I området intill floden Quípar har hittats flera lämningar av fossila människoarter, fauna och flora har kunnat dokumenteras och bland redskapen finns en grovt tillslagen handyxa. Michael Walker, professor i antropologi vid universitetet i Murcia, är vetenskaplig samordnare för 2013 års utgrävningsprojekt i Cueva Negra
Utgrävningarna 2013 bekräftade spåren av eld i ett mycket djupt lager. Utgrävarna hittade också paleolitiska redskap, med en acheuleisk handyxa med dubbelsidig tillslagning och flera flintavslag med retusch. Lämningar av de djur som människorna jagade för sitt uppehället har också återfunnits. Bland bytesdjuren fanns stora däggdjur, som noshörningar, men också mindre som makaker, vattenråttor, fåglar och sköldpaddor. Upptäckten av flera djurarter som nu är utdöda visar platsens stora ålder. Det har bekräftats att svarta grottan har lager som är mellan 900 000 och 800 000 år gammal. Grottans sedimentet, som når ett djup av fem meter har gett ett flertal fynd av människotänder troligen Homo heidelbergensis. Alla nivåer i sedimenten som grävts har haft spår av mänsklig närvaro eller aktivitet utan avbrott. Handyxan blev föremål för en artikel i Nature av Rex Dalton. Han skriver att "handyxor från södra Spanien har daterats till nästan en miljon års ålder, vilket tyder på att avancerade stenåldersverktyg fanns i Europa långt tidigare än man tidigare trott."

## Vetenskaplig beskrivning
I en artikel Cueva Negra del Estrecho del Río Quípar (Murcia, Spain): A late Early Pleistocene hominin site with an “Acheulo-Levalloiso-Mousteroid” Palaeolithic assemblage i Quaternary International (se not 4).
Platsen har i tidigare publikationer tolkats konservativt och bara daterats till tidig mellanpleistocen, men nya paleomagnetiska fynd visar att hela den sedimentära sekvensen motsvarar den sena tidigpleistocen. Cueva Negra är daterad med biostratigrafi och paleomagnetism till tidig pleistocen, något före den paleomagnetiska gränsen Matuyama-Brunhes som är daterad 780 ka (ka står för 1000 år). Den fem meter tjocka sedimentära fyllningen i grottan, med ett rikt paleontologiskt (faunalämningar) och paleopalynologiskt (floralämningar) material, visar att det rått ett varmt och fuktig klimat (möjligen syreisotopstadium MIS 21). I hela sedimentet råder homogena förhållanden med fynd av artefakter och spår av eld på över fyra meters djup.
De paleolitiska artefakterna har tillverkats med tre olika arbetssätt.
(a) en acheulisk handyxa med avslag på båda sidor av en en platt kalksten.
(b) flera utgrävda kvartsavslag hade slagits av små kärnor genom återkommande avslag, där avslagen visar en facetterad slag plattform, medan två ytfynd av små kärnor av mera diskoid form har ett brett centralt placerat konkavt ärr liknande en kärnreduktion av Levalloisian typ, förberedelse för avlägsnande av det slutliga avslaget,
(c) små artefakter, 25 till 60 mm stora, huvudsakligen av kvarts, som utgörs av smärre avslag eller fragment från kärnor, tillverkade både unipolärt och bipolärt, det vill säga ibland bara slagna från en slagplattform (unipolärt) ibland från två plattformar på båda sidor om kärnan (bipolärt). Också så kallade kölskrapor, som kan vara rester av kärnor som ibland har skåror, smala näbbformade utskott, men kan också vara plana med konvex yta liknande sniglar. Dessa är nog oftast rester av bipolärt slagna kärnor. I stenmaterialet finns dessutom mycket små spetsiga bitar som liknar sylar, och även avslag med brant kantretusch liknande retuschen på mousterienskrapor och rikligt med avfall. (se bilder i not 5)
Artikeln studerar främst tre saker. Först artefakternas i relation till lokala tillgångar på råvaror av lämpliga bergarter för bearbetning av det litiska materialet. Som andra sak studeras den paleolitiska miljön i närområdet som var en annorlunda miljö än dagens. Vilken betydelse hade dessa förhållanden i relation till människans kognitiva och tekniska utveckling under sen tidigapleistocen tid i Europa. Den tredje sak som diskuteras är praktiska, metodologiska och teoretiska nackdelar med den klassiska europeiska tolkningen av tidigare paleolitiska kronologier som har sin grund i typer av olika redskap. Artikelförfattarna kritiserar begreppen Acheuléen, Levalloisian och Mousterien som tomma på konkret innehåll och användbara över allt för stora områden både i tid och geografiskt i världen. Cueva Negra visar att element av alla tre teknikerna fanns i bruk vid Cueva Negra vilket belyser att dessa är så breda att förlorar sitt egentliga innehåll. (se externa länkar nedan).